# Борчашвили, Мовли
Мовли Борчашвили (род. 12 июля 2001) — австрийский дзюдоист, серебряный призёр первенства Австрии среди кадетов 2018 года, чемпион (2021) и серебряный призёр (2019) первенств Австрии среди юниоров, чемпион (2022) и серебряный призёр (2020) первенств Австрии среди молодёжи, чемпион Австрии 2021 и 2022 годов. Выступает в тяжёлой весовой категории (свыше 100 кг).
Чеченец.

## Семья
Братья Вахид и Имран также являются известными дзюдоистами.

## Чемпионаты Австрии
- Чемпионат Австрии по дзюдо 2021 — ;
- Чемпионат Австрии по дзюдо 2022 — ;